# Premio Ralph W. Gerard en Neurociencia
El Premio Ralph W. Gerard de la Sociedad para la Neurociencia es un premio en la neurociencia que se otorga anualmente desde 1978. Está nombrado en memoria del neurofisiólogo estadounidense Ralph Waldo Gerard (1900-1974), fundador y presidente honorario de la Sociedad para la Neurociencia y profesor en la Universidad de Chicago, la Universidad de Míchigan y la Universidad de California en Irvine. El premio está dotado con 25 000 $ (2018).

## Galardonados
- 1978 Stephen William Kuffler
- 1979 Roger Sperry
- 1980 Vernon Mountcastle
- 1981 Herbert Jasper
- 1982 Jerzy E. Rose, Clinton N. Woolsey
- 1983 Walle Nauta
- 1984 Theodore H. Bullock, Susumu Hagiwara
- 1985 Viktor Hamburguesa, Rita Levi-Montalcini
- 1986 Seymour Solomon Kety
- 1987 Brenda Milner
- 1988 Horacio Winchell Magoun, David B. Lindsley
- 1989 Seymour Benzer
- 1990 Bernard Katz, Sanford L. Palay
- 1991 Bert Sakmann, Erwin Neher
- 1992 Julius Axelrod
- 1993 David Hubel, Torsten Wiesel
- 1994 Paul Greengard
- 1995 Hans Thoenen, Eric M. Shooter
- 1996 Louis Sokoloff
- 1997 Eric Kandel
- 1998 Edward R. Perl
- 1999 Charles F. Stevens
- 2000 Solomon Halbert Snyder
- 2001 William Maxwell Cowan
- 2002 Patricia Goldman-Rakic, Paško Rakić
- 2003 Albert James Hudspeth
- 2004 Masakazu Konishi, Nobuo Suga
- 2005 Sten Grillner, Eve Marder
- 2006 Horacio Barlow, Robert Henry Wurtz
- 2007 Friedrich Bonhoeffer, Nicole Marthe Le Douarin
- 2008 Mortimer Mishkin, Marcus Raichle
- 2009 Lirio Jan, Yuh Nung Ene
- 2010 Ricardo Miledi
- 2011 Carla Shatz
- 2012 Colin Blakemore
- 2013 Carol Un. Barnes
- 2014 Roger Andrew Nicoll, Richard Tsien
- 2015 Historia Landis
- 2016 Ben Barres, Thomas Jessell[1]
- 2017 Mary E. Hatten
- 2018 Rodolfo Llinas
- 2019 Michael E. Greenberg, Catherine Dulac